# Charles Gobart
Charles Ursmar Joseph Gobart (Binche, 19 maart 1753 - Brussel, 28 november 1832) was een Zuid-Nederlands edelman.

## Levensloop
Gobart was een zoon van François Gobart, heer van Escadran, ontvanger van het kapittel in Binche, en van Marie-Thérèse Bard.
In 1791 werd hij samen met zijn broer Nicolas, schepen van Binche, opgenomen in de erfelijke adel met de titel ridder, overdraagbaar op alle mannelijke afstammelingen, maar de revolutiejaren verhinderden dat de open brieven werden afgeleverd of geregistreerd, zodat de verheffingen niet doorgingen.
In 1822, hij was toen raadsheer bij het hof van beroep in Brussel, verkreeg hij onder het Verenigd Koninkrijk der Nederlanden adelserkenning met de titel ridder, overdraagbaar op alle mannelijke afstammelingen.
Hij trouwde in 1784 met Catherine Dessulemoustier (1760-1790) en vervolgens met Augustine Paternostre de la Mairieu (1758-1838). Uit het eerste huwelijk sproten twee dochters en een zoon, ridder Joseph Gobart (1786-1874), die kabinetssecretaris werd bij koning Willem I der Nederlanden en trouwde met Elisabeth de Baré (1806-1879). Hun enige zoon, Charles Gobart (1845-1916), werd burgemeester van Brussegem. Hij trouwde met Emma du Bois d'Aische (1851-1919) en ze hadden twee zoons, die ongehuwd bleven. Bij het overlijden van René Gobart stierf de familie in 1937 uit.
Onder het ancien régime was Gobart raadslid van Bergen, fiscaal en raadsheer bij de Soevereine Raad van Henegouwen. Later werd hij 
- voorzitter van de rechtbank in Bergen,
- raadsheer bij het keizerlijk hof in Brussel,
- raadsheer bij het hof van beroep in Brussel,
- raadsheer bij het opperste gerechtshof in Brussel.

In 1830 werd hij, samen met heel wat van zijn collega's, met pensioen gestuurd.